# Tom Schellekens
Tom Schellekens (født 5. marts 2003 i Schijndel) er en cykelrytter fra Holland, der kører for KMC Ridley MTB Racing Team. Hans primære disciplin er mountainbike, efter at han i 2024 kørte landevejscykling for Team Visma  |  Lease a Bike Development.